# Estol.cat
Estol.cat va ser una plataforma de blogs temàtics escrits en català iniciada el març de 2009 pel cardedeuenc Jordi Serra i Molgó amb l'objectiu de «construir contingut de qualitat i, sobretot, generar una opinió als usuaris i relacionar-se amb ells».
El projecte d'Estol.cat va néixer el 13 de març de 2009 amb el llançament dels primers blogs que parlaven sobre tennis, medi ambient, disseny gràfic, moda i acudits. L'estiu del 2011 van llançar una aplicació mòbil que permet consultar els blogs i accedir als seus perfils de les xarxes socials a través d'un iPhone o iPod Touch.
De la mà d'una vintena de redactors amateurs, els blogs d'Estol.cat van arribar a les 78.000 visites diàries l'octubre de 2011 posicionant-se entre els vint mitjans de comunicació en català més visitats. Diversos blogs d'Estol.cat han sigut nominats o guanyadors dels Premis Blocs Catalunya. Inicialment, Estol.cat estava format per sis blogs i ara ja n'hi ha tretze. Entre ells, destaca Bits Catalans, el blog més veterà sobre internet i tecnologia.